# تومي وودز (سياسي)
تومي وودز (بالإنجليزية: Tommy Woods)‏ هو سياسي أمريكي، ولد في 6 ديسمبر 1933 في بيهاليا في الولايات المتحدة. حزبياً، نشط في الحزب الجمهوري. وقد انتخب عضو مجلس نواب مسيسيبي.